# Fortunato Morosini
Fortunato Morosini (Venezia, 1666 – Padova, 25 giugno 1727) è stato un vescovo cattolico italiano.

## Biografia
Nacque a Venezia da una nobile famiglia del patriziato veneto.
Venne consacrato vescovo di Treviso nel 1710.
Il 15 marzo 1723 fu trasferito alla sede di Brescia.
Morì nel monastero di Santa Giustina di Padova.

## Genealogia episcopale
La genealogia episcopale è:
- Cardinale Scipione Rebiba
- Cardinale Giulio Antonio Santori
- Cardinale Girolamo Bernerio, O.P.
- Arcivescovo Galeazzo Sanvitale
- Cardinale Ludovico Ludovisi
- Cardinale Luigi Caetani
- Cardinale Ulderico Carpegna
- Cardinale Paluzzo Paluzzi Altieri degli Albertoni
- Cardinale Gaspare Carpegna
- Cardinale Fabrizio Paolucci
- Vescovo Fortunato Morosini, O.S.B.